# Valerius Herberger
Valerius Herberger (ur. 21 kwietnia 1562 we Wschowie niem. Fraustadt, zm. 18 maja 1627 tamże) – kaznodzieja, teolog luterański. Działał jako poeta kościelny, nauczyciel i pastor we Wschowie.
Urodzony we Wschowie w rodzinie kuśnierza. Po wczesnej śmierci rodziców mieszkał u swojej ciotki, Barbary Wende, a jego wykształceniem i wychowaniem zajął się pastor Martin Arnold. Uczęszczał wówczas do renomowanej wschowskiej szkoły łacińskiej, następnie w latach 1579 – 1582 do szkoły w Kożuchowie. W latach 1582–1584 studiował teologię na uniwersytetach we Frankfurcie nad Odrą oraz w Lipsku.
Jest autorem protestanckich hymnów, z których jeden (Valet will ich dir sagen, du arge falsche Welt, tłum. pol. Już się to żegnam z tobą, świecie niestateczny) jest wciąż w użyciu w polskich śpiewnikach ewangelickich. Został on wydany przez polskich ewangelików w roku 1782 w słynnym Kancjonale Wschowskim, a następnie w XIX-wiecznych śpiewnikach na Śląsku Cieszyńskim.
Valerius Herberger przetrwał epidemię dżumy we Wschowie, lecz podupadł na zdrowiu. W roku 1623 doznał wylewu krwi do mózgu, w 1627 z powodu powtórnego wylewu zmarł. Został pochowany na nowym cmentarzu wschowskim. We Wschowie znajduje się ulica nazwana na cześć poety.